# Norops wampuensis
Norops wampuensis är en ödleart som beskrevs av  Mccranie och KÖHLER 200. Norops wampuensis ingår i släktet Norops och familjen Polychrotidae. Inga underarter finns listade i Catalogue of Life.